# وریژ
وریژ (به لاتین: Variazh) یک روستا در اوکراین است که در استان لووف واقع شده‌است.

## خصوصیات
وریژ ۲٫۱۷ کیلومترمربع مساحت و ۸۸۸ نفر جمعیت دارد و ۲۰۲ متر بالاتر از سطح دریا واقع شده‌است.